# Мірей Баллестразі
Мірей Баллестразі (фр. Mireille Ballestrazzi; 2 вересня 1954) — французька державна діячка, президент Інтерполу в 2012—2016 роках, перша жінка, яка очолювала цю організацію.

## Життєпис
Здобула освіту з античної літератури і ступінь maîtrise, аналог бакалавра з стародавніх мов. Після того як в Національну школу поліції Франції стали приймати жінок, пройшла в ній курс і стала комісаром поліції в 1976 році. З 1978 року проходила службу в Бордо, де очолювала групу по боротьбі з бандитизмом Центрального управління судової поліції (DCPJ).
Мірей Балестразі також керувала Центральним бюро по боротьбі з розкраданнями творів мистецтва (OCRVOOA). На цій посаді стала широко відомою в 1987 році, коли провела операцію, знайшовши чотири картини Жана-Батиста Коро, вкрадених з Семюр-ан-Оксуа.
У 1991 році їй було присвоєно звання дивізійного комісара, в 1993 році Балестразі стала першою жінкою, яка очолила поліцію Аяччо. У 1996—1998 роках була заступницею міністра внутрішніх справ Франції Жан-П'єр Шевенмана з економічних і фінансових питань. Це було найвище становище, яке коли б то не було займала жінка у французькій поліції.
У 2010 році Мірей Балестразі призначена генеральним інспектором національної поліції і помічником віце-президента по Європі Виконавчого комітету Інтерполу.
У листопаді 2012 року призначена президентом Виконавчого комітету Інтерполу з терміном повноважень 4 роки, ставши першою жінкою, що зайняла цю посаду.
2013 року став Командором ордена Почесного легіону Франції.